# Persone di nome Facundo/Calciatori
| Questa pagina contiene informazioni ricavate automaticamente dalle voci biografiche con l'ausilio del template Bio e di un bot. L'aggiornamento è periodico e automatico e ricostruisce completamente la pagina. Se manca una persona in questa lista, sei pregato di non aggiungerla, ma accertati piuttosto che la sua voce biografica contenga il template Bio e che i dati anagrafici siano correttamente compilati. Se il template Bio manca, inseriscilo tu stesso o, in alternativa, metti l'avviso {{tmp\|Bio}} che ne segnala la mancanza. Se i dati riportati sono sbagliati, correggi direttamente la voce biografica; le modifiche saranno visibili in questa lista entro pochi giorni. Per chiarimenti vedi il progetto antroponimi. La lista contiene solo le 92 persone che sono citate nell'enciclopedia e per le quali è stato implementato correttamente il template Bio. Pagina aggiornata al 6 mag 2025. |

Questa è una lista di persone presenti nell'enciclopedia che hanno il nome Facundo e sono calciatori.

## A(5)
- Facundo Affranchino, calciatore argentino (Paraná, n. 1990)
- Facundo Almada, calciatore argentino (Rosario, n. 1998)
- Facundo Altamira, calciatore argentino (San Martín, n. 2001)
- Facundo Altamirano, calciatore argentino (Rojas, n. 1996)
- Facundo Ardiles, calciatore argentino (Buenos Aires, n. 1998)

## B(10)
- Facundo Barboza, calciatore argentino (San Fernando, n. 1996)
- Facundo Barcelo, calciatore uruguaiano (Florida, n. 1993)
- Facundo Batista, calciatore uruguaiano (Montevideo, n. 1999)
- Facundo Bernal, calciatore uruguaiano (Montevideo, n. 2003)
- Facundo Bertoglio, ex calciatore argentino (San José de la Esquina, n. 1990)
- Facundo Bonifazi, calciatore uruguaiano (Montevideo, n. 1995)
- Facundo Boné, calciatore uruguaiano (Colonia del Sacramento, n. 1995)
- Facundo Bruera, calciatore argentino (La Plata, n. 1998)
- Facundo Buonanotte, calciatore argentino (Pérez, n. 2004)
- Facundo Bustamante, ex calciatore argentino (Gualeguay, n. 1995)

## C(12)
- Facundo Callejo, calciatore argentino (Tandil, n. 1992)
- Facundo Cambeses, calciatore argentino (Longchamps, n. 1997)
- Facundo Cardozo, calciatore argentino (San Miguel, n. 1995)
- Facundo Castet, calciatore argentino (Bragado, n. 1998)
- Facundo Castillón, ex calciatore argentino (Rosario, n. 1986)
- Facundo Castro, calciatore uruguaiano (Montevideo, n. 1995)
- Facundo Alfredo Castro, calciatore argentino (San Miguel del Monte, n. 1996)
- Facundo Cobos, calciatore argentino (Mendoza, n. 1993)
- Facundo Colidio, calciatore argentino (Rafaela, n. 2000)
- Facundo Coria, calciatore argentino (Buenos Aires, n. 1987)
- Facundo Curuchet, calciatore argentino (Gualeguaychú, n. 1990)
- Facundo Cáseres, calciatore argentino (Arteaga, n. 2001)

## D(3)
- Facundo De La Vega, calciatore argentino (Ayacucho, n. 2003)
- Facundo Di Biasi, calciatore argentino (La Plata, n. 2005)
- Facundo de León, calciatore uruguaiano (Montevideo, n. 2004)

## E(2)
- Facundo Echevarría, calciatore argentino (Rosario, n. 2002)
- Facundo Erpen, ex calciatore argentino (Gualeguaychú, n. 1983)

## F(2)
- Facundo Farías, calciatore argentino (Santa Fe, n. 2002)
- Facundo Ferreyra, calciatore argentino (Lomas de Zamora, n. 1991)

## G(6)
- Facundo Garcés, calciatore argentino (Santa Fe, n. 1999)
- Facundo García, calciatore argentino (Olavarría, n. 1999)
- Facundo Giacopuzzi, calciatore argentino (Tigre, n. 2001)
- Facundo González, calciatore uruguaiano (Montevideo, n. 2003)
- Facundo González, calciatore uruguaiano (Rivera, n. 2005)
- Facundo Guichón, calciatore uruguaiano (Florida, n. 1991)

## I(1)
- Facundo Imboden, ex calciatore argentino (Buenos Aires, n. 1980)

## K(2)
- Facundo Kidd, calciatore uruguaiano (Colonia del Sacramento, n. 1997)
- Facundo Kruspzky, calciatore argentino (Avellaneda, n. 2002)

## L(1)
- Facundo Labandeira, calciatore uruguaiano (Mendoza Chico, n. 1996)

## M(8)
- Facundo Mallo, calciatore uruguaiano (Montevideo, n. 1995)
- Facundo Mater, calciatore argentino (Buenos Aires, n. 1998)
- Facundo Medina, calciatore argentino (Buenos Aires, n. 1999)
- Facundo Melivilo, calciatore argentino (General Pacheco, n. 1992)
- Facundo Milán, calciatore uruguaiano (Montevideo, n. 2001)
- Facundo Monteseirín, calciatore argentino (Cutral Có, n. 1995)
- Facundo Mura, calciatore argentino (General Roca, n. 1999)
- Facundo Muñoa, calciatore uruguaiano (Artigas, n. 2004)

## N(2)
- Facundo Nadalín, calciatore argentino (Rosario, n. 1997)
- Facundo Núñez, calciatore uruguaiano (Canelones, n. 2006)

## O(1)
- Facundo Ospitaleche, calciatore uruguaiano (Montevideo, n. 1996)

## P(10)
- Facundo Parada, calciatore uruguaiano (Montevideo, n. 2000)
- Facundo Parra, ex calciatore argentino (Buenos Aires, n. 1985)
- Facundo Pellistri, calciatore uruguaiano (Montevideo, n. 2001)
- Facundo Peraza, calciatore uruguaiano (Canelones, n. 1992)
- Facundo Perdomo, calciatore uruguaiano (Montevideo, n. 1999)
- Facundo Pereyra, calciatore argentino (Zárate, n. 1987)
- Facundo Pons, calciatore argentino (Venado Tuerto, n. 1995)
- Facundo Pérez, calciatore uruguaiano (Montevideo, n. 2003)
- Facundo Pérez, calciatore argentino (Quilmes, n. 1999)
- Facundo Píriz, calciatore uruguaiano (Tarariras, n. 1990)

## Q(3)
- Facundo Quignon, calciatore argentino (Buenos Aires, n. 1993)
- Facundo Quintana, calciatore argentino (Buenos Aires, n. 1997)
- Facundo Hernán Quiroga, ex calciatore argentino (San Luis, n. 1978)

## R(6)
- Facundo Rizzi, calciatore argentino (Villa Gobernador Gálvez, n. 1997)
- Facundo Rodríguez, calciatore uruguaiano (Montevideo, n. 1995)
- Facundo Rodríguez, calciatore uruguaiano (n. 1993)
- Facundo Rodríguez, calciatore argentino (San Martín, n. 2000)
- Facundo Roncaglia, calciatore argentino (Chajarí, n. 1987)
- Facundo Russo, calciatore argentino (n. 2000)

## S(9)
- Facundo Sanguinetti, calciatore argentino (Lanús, n. 2001)
- Facundo Saravia, calciatore uruguaiano (Montevideo, n. 2002)
- Benjamín Schamine, calciatore argentino (La Pampa, n. 2003)
- Facundo Ariel Silva Scheeffer, calciatore uruguaiano (Artigas, n. 1996)
- Facundo Silva, calciatore argentino (La Plata, n. 1991)
- Facundo Silvera, calciatore uruguaiano (Canelones, n. 2001)
- Facundo Silvera, calciatore uruguaiano (Montevideo, n. 1997)
- Facundo Silvestre, calciatore uruguaiano (Montevideo, n. 2000)
- Facundo Sánchez, calciatore argentino (Sa Pereyra, n. 1990)

## T(6)
- Facundo Taborda, calciatore argentino (Santa Fe, n. 2001)
- Facundo Tealde, calciatore uruguaiano (Montevideo, n. 1989)
- Facundo Techera, calciatore uruguaiano (Montevideo, n. 2006)
- Facundo Tobares, calciatore argentino (Puerto Santa Cruz, n. 2000)
- Facundo Torres, calciatore uruguaiano (Montevideo, n. 2000)
- Facundo Trinidad, calciatore uruguaiano (Montevideo, n. 2002)

## V(1)
- Facundo Vigo, calciatore uruguaiano (Pando, n. 1999)

## W(1)
- Facundo Waller, calciatore uruguaiano (Colonia del Sacramento, n. 1997)

## Z(1)
- Facundo Zabala, calciatore argentino (Rosario, n. 1999)